# Mezőkapus
Mezőkapus (románul: Căpușu de Câmpie) falu Romániában, Maros megyében.

## Története
Kisikland község része. A trianoni békeszerződésig Torda-Aranyos vármegye Marosludasi járásához tartozott.

## Népessége
2002-ben 717 lakosa volt, ebből 645 román, 71 magyar és 1 német nemzetiségű.

## Vallások
A falu lakói közül 615-en ortodox, 61-en református 9-en római katolikus, 6-an görögkatolikus, 19-en adventista és 7-en pünkösdista hitűek.